# Der Kaiser Napoleon in seinem Arbeitszimmer im Tuilerien-Palast
Der Kaiser Napoleon in seinem Arbeitszimmer im Tuilerien-Palast (französisch Napoléon dans son cabinet de travail aux Tuileries) ist ein Gemälde des französischen Malers Jacques-Louis David aus dem Jahr 1812. Es zeigt den französischen Kaiser Napoleon I. in Uniform in seinem Arbeitszimmer im Tuilerien-Palast.

## Beschreibung
Das Bild im Hochformat zeigt Napoleon stehend in voller Lebensgröße. Er trägt die Uniform eines Obersten der Fußgrenadiere der Kaiserlichen Garde (blau mit weißen Aufschlägen und roten Manschetten), dazu seine Auszeichnungen der Ehrenlegion und des Ordens der Eisernen Krone, goldene Schulterklappen, weiße Beinkleider im französischen Stil sowie weiße Strümpfe. Sein Gesicht ist dem Betrachter zugewandt und seine rechte Hand hält er in der bekannten napoleonischen Geste in seiner Weste verborgen.
Auf dem Tisch sind ein Stift, mehrere aufgestapelte Bücher, Dossiers und aufgerollte Papiere zu sehen; weitere Papierrollen sowie eine Landkarte befinden sich auf Fußboden links vom Tisch auf einem grünen Teppich. Auf diesen Papieren ist die Signatur des Malers samt Jahreszahl zu lesen: „LVDci DAVID OPVS 1812“. Zusammen mit Napoleons aufgeknöpften Manschetten, seinen zerknitterten Strümpfen, seinem zerzausten Haar, den flackernden Kerzen und der Uhr, die 4.13 Uhr in der Frühe anzeigt, soll dieses Szenario den Eindruck erwecken, er sei die ganze Nacht aufgeblieben und habe am Code Napoléon gearbeitet – das Wort „Code“ ist auf den aufgerollten Papieren auf dem Tisch deutlich zu lesen. Dies hebt seine neue zivile Rolle stärker hervor als seine heroische Seite, wie sie in Antonio Canovas Bronze Napoleon Bonaparte als friedensbringender Mars herausgestellt wird, oder als seine militärische Bedeutung, wie sie in Davids Gemälde Bonaparte beim Überschreiten der Alpen am Großen Sankt Bernhard im Vordergrund steht. Das Schwert, das an der Armlehne des Stuhls lehnt, verweist indes immer noch auf seine militärischen Erfolge. 

## Vorgeschichte und Ausstellungsort
Dieses Porträt wurde 1811 vom schottische Adligen Alexander Hamilton, der ein Bewunderer Napoleons war, beauftragt. Nach dem Beginn im Jahr 1811 wurde es 1812 fertig gestellt und zum ersten Mal im Hamilton Palace ausgestellt. 1882 wurde es an Archibald Primrose, 5th Earl of Rosebery verkauft. Als es von der Samuel H. Kress Foundation im Jahr 1954 gekauft worden war, wurde es in der Washington D.C.'s National Gallery of Art deponiert, wo es bis heute hängt.

## Interpretationen
Napoleon wird in diesem Bild als arbeitssüchtig dargestellt, als moralisches Exemplum von jemandem, der unermüdlich für sein Volk tätig ist. Dadurch erscheint er als Pater patriae, als „Vater des Vaterlandes“. Um seine Bescheidenheit zum Ausdruck zu bringen, reduzierte David die Insignien imperialer Herrschaft – übrig blieben nur die Bienen, die ihrerseits wieder ein Symbol für Fleiß sind. Damit kehrte er zurück zur Bildsprache der nachgerade spartanisch anmutenden Porträts aus der Zeit des Konsulats.